# Regional Connector
 (février 2023).
Si vous disposez d'ouvrages ou d'articles de référence ou si vous connaissez des sites web de qualité traitant du thème abordé ici, merci de compléter l'article en donnant les références utiles à sa vérifiabilité et en les liant à la section « Notes et références ».
Le Regional Connector Transit Project est un tunnel de métro léger sur rail de 3,1 km dans le centre-ville de Los Angeles, aux États-Unis.

## Histoire
Il a été conçu pour relier les lignes A (Bleu) et E (Expo) existantes à la station de la 7th Street / Metro Center à la ligne L (Gold) et à la gare de Los Angeles. La partie nord de la ligne L est alors intégrée à la ligne A et la partie sud à la ligne E. Une fois terminé, le projet offre un trajet pour les passagers des lignes qui ont actuellement besoin d’un transfert au cœur du centre-ville ; il réduit ou élimine les transferts pour de nombreux passagers voyageant à travers la région via le centre-ville. Le projet est mis en œuvre par la Los Angeles County Metropolitan Transportation Authority (Metro). 
L’étude d’impact environnemental a été achevée en septembre 2010 et il a été certifié par le Conseil d’administration de Metro le 26 avril 2012. Les travaux ont débuté le 30 septembre 2014. Initialement prévu pour ouvrir en 2020, mais retardé en raison de difficultés de construction, le projet était achevé à 77,6% en mars 2021. Il entre en service le 16 juin 2023.